# Pseudopachychaeta laminata
Pseudopachychaeta laminata är en tvåvingeart som först beskrevs av Oswald Duda 1933.  Pseudopachychaeta laminata ingår i släktet Pseudopachychaeta och familjen fritflugor. Inga underarter finns listade i Catalogue of Life.